# Tillandsia 'Timm'
Tillandsia 'Timm' es un  cultivar híbrido del género Tillandsia perteneciente a la familia  Bromeliaceae.
Es un híbrido creado en el año 1998 con las especies Tillandsia balbisiana × Tillandsia 'Tiki Torch'.